# Lisa Buckwitz
Lisa-Marie Buckwitz, född 2 december 1994, är en tysk bobåkare. Hon blev olympisk guldmedaljör i tvåmanna tillsammans med Mariama Jamanka vid olympiska vinterspelen 2018 i Pyeongchang i Sydkorea.